# José Manuel Reverte
José Manuel Reverte Coma (Madrid, 1922-ibidem, 5 de mayo de 2017) fue un médico, antropólogo, investigador y escritor español. Alcalde de Benidorm de 1971 a 1973.

## Biografía
Estudió en España, donde se especializó en anatomía patológica y endocrinología (fue discípulo de los profesores Julián Sanz y Gregorio Marañón) y Estados Unidos (en el Instituto Smithsoniano de Washington D. C.). En 1950 se trasladó a Panamá, donde trabajó para la Organización Mundial de la Salud construyendo centros de salud en zonas rurales e investigando sobre enfermedades tropicales. Llegó a ser catedrático de antropología y etnología en la Universidad Católica Santa María La Antigua hasta 1968, año en el que vuelve a España.
En 1971 se convierte en alcalde de Benidorm, cargo que ejercería hasta 1973. Posteriormente fue director del Departamento de Medicina Legal de la Universidad Complutense de Madrid, e impulsó la creación del Laboratorio de Antropología Forense y el Museo Universitario de Antropología Forense y Criminalística que, desde 1997, se llama Museo Profesor Reverte Coma de Antropología Forense, Paleopatología y Criminalística. Escribió numerosas obras sobre antropología física, así como antropología y etnografía de pueblos americanos.
El 12 de diciembre de 1971 durante su mandato como alcalde de Benidorm, inauguró la calle «Esperanto».